# Ijiranaide, Nagatoro-san
Ijiranaide, Nagatoro-san (イジらないで、長瀞さん "Đừng nạt anh nữa, Nagatoro") là một series manga được viết và minh họa bởi Nanashi, còn được biết đến là 774. Tác phẩm ban đầu được đăng ở trên pixiv với series có tựa đề Nagatoro-san từ ngày 16 tháng 8 năm 2011 đến ngày 25 tháng 12 năm 2015 và đang được đăng dài kỳ ở trên trang web Magazine Pocket từ tháng 11 năm 2017. Tính tới tháng 6 năm 2022, số tập phát hành bao gồm cả bản điện tử đã đạt hơn 2,3 triệu bản.

## Tổng quan
Một ngày nọ, Senpai nhút nhát đã ghé qua thư viện sau giờ học, anh tình cờ bị đàn em tên là Nagatoro phát hiện và miễn cưỡng trở thành mục tiêu của cô. Kể từ đó, chuỗi ngày bị đàn em đáng yêu, siêu táo báo và thất thường trêu chọc, hành hạ Senpai đáng thương bắt đầu.

## Nhân vật
Nagatoro Hayase (長瀞 早瀬) / Nagatoro-san (長瀞さん)
Lồng tiếng bởi: Uesaka Sumire
Một nữ sinh năm nhất thích trêu chọc Senpai. Mặc dù cô chỉ muốn nhìn Senpai khổ sở trước những màn tra tấn của cô nhưng cô lại yêu thầm anh ấy và tỏ ra thù địch với bất kỳ ai khác cố bắt nạt Senpai.Ch. 11 Bạn bè gọi cô là Hayacchi (ハヤっち)Ch. 11 và tên thật của cô không được tiết lộ cho tới chương 62. Cô là thành viên hỗ trợ của Câu lạc bộ Bơi lộiCh. 23 và đôi lúc hỗ trợ các câu lạc bộ khác theo yêu cầu. Cô thích biểu diễn các động tác võ thuật tổng hợp và đã gia nhập vào Câu lạc bộ Judo vào năm hai.Ch. 82 Dần dần, Senpai thổ lộ tình cảm với cô và họ chính thức trở thành cặp đôi.Ch. 144 Họ của cô được lấy từ Nhà ga Nagatoro.
Hachiouji Naoto (八王子 直人 Hachiōji Naoto) / Senpai (センパイ)
Lồng tiếng bởi: Yamashita Daiki
Một người hướng nội rụt rè, cậu thích vẽ và cố gắng tránh các giao tiếp xã hội. Ban đầu cậu không ưa Nagatoro và tránh tiếp xúc với cô trong vô vọng. Nhưng một lần sau khi dành thời gian với cô và bạn bè của cô, cậu dần có được sự tự tin và có cảm tình với Nagatoro. Tên của cậu được tiết lộ vào Ngoại Truyện 5Vol. 5 mặc dù một vài người bạn nam gọi cậu là Nao-kun (直くん)Ch. 74-76. Họ của cậu "Hachiouji" (八王子 Hachiōji) không được tiết lộ cho tới năm học tiếp theo khi Sunomiya Sana gia nhập Câu lạc bộ Nghệ thuật.Ch. 83 Mặc dù vậy, Nagatoro tiếp tục gọi Naoto là "Senpai". Sau này, cậu nhận ra mình đã yêu Nagatoro. Dần dần, cậu thổ lộ với Nagatoro và họ chính thức trở thành cặp đôi.Ch. 144 Họ của cậu được lấy từ Nhà ga Hachiōji.
Gamo-chan (ガモちゃん)
Lồng tiếng bởi: Komatsu Mikako
Một trong những người bạn của Nagatoro. Cô có mái tóc cam trong series anime. Cô là người trưởng thành nhất trong nhóm bạn, có vẻ ngoài cứng rắn và thường đóng vai người chị cả. Cô thích gọi Senpai là "Paisen" (パイセン). Mỗi khi cô trêu chọc cậu, Nagatoro tỏ ra ghen tị và kêu cô ấy dừng lại.Ch.16, 19 Gia đình cô điều hành một phòng tập võ thuật tổng hợp.Ch. 76-77 Trang bổ sung của Tập 10 cho thấy hồ sơ người chơi của trò chơi đối kháng với tên tiếng Anh của cô là Maki Gamou (蒲生 まき Gamō Maki).Vol. 10  Họ của cô được lấy từ Nhà ga Gamō.
Yoshi (ヨッシー Yosshī)
Lồng tiếng bởi: Suzuki Aina
Một trong những người bạn của Nagatoro với mái tóc sáng màu được buộc sang bên (twin tail) và cô có ahoge (tóc ngố). Cô thường bám theo Gamo khắp nơi và thực hiện các kế hoạch ngu ngốc mà cô có trong đầu. Cô được miêu tả là "hơi đần độn".Vol. 5 profiles Hầu hết các lời thoại của cô là nhại lại những gì Gamo nói.
Sakura (桜)
Lồng tiếng bởi: Izawa Shiori
Một trong những người bạn của Nagatoro với làn da ngăm và có mái tóc vàng ngắn, xuất hiện thoáng qua ở đầu series; cô trở nên nổi bật hơn từ chương 27 trở đi. Bên ngoài cô là một người dễ tính và ngọt ngào nhưng cô thích gieo giắc sự ghen tị trong các nhóm con trai để thi xem ai có thể làm cho cô để ý đến mình. Cô hay nói rằng việc lôi kéo nhiều chàng trai như vậy là một hình thức để cô giải trí.Ch. 32
Sunomiya Sana (須ノ宮 さな) / Chủ tịch (部長 Buchō)
Lồng tiếng bởi: Mizuki Nana
Một học sinh năm ba đứng đầu Câu lạc bộ Nghệ thuật. Cô có mái tóc dài bao quanh khuôn mặt với đôi mắt màu đỏ thẫm và bộ ngực nở nang. Cô thường tỏ ra nghiêm túc nhưng lại không ngại để lộ cơ thể mình ra vì nghệ thuật, và điều đó từng giúp cô đoạt giải thưởng.Ch. 37-40 Cô không thích việc câu lạc bộ trở thành nơi lui tới của Nagatoro và nhóm bạn, đồng thời yêu cầu dừng việc này lại bằng một thử thách ở lễ hội trường. Tên của cô không được đề cập cho tới chương 84 khi em họ gọi cô là Sana-nēsan (さな姉さん),Ch. 84, 88 và họ của cô được xác nhận là Sunomiya ở chương 118.Ch. 118
Nagatoro Misaki (長瀞 岬)
Lồng tiếng bởi: Nanjō Yoshino
Thường được gọi là "Ane-toro" (姉瀞 Ane Toro), cô là chị của Nagatoro và là sinh viên đại học, cô rất quan tâm và thường chiều chuộng em gái mình, đồng thời cô cũng thích chọc ghẹo và làm Nagatoro xấu hổ. Cô được thể hiện là một hình mẫu lý tưởng và là bạn tâm giao của Nagatoro.Ch. 59-60 Tên của cô không được đề cập cho tới chương 118 khi cô gặp Nagatoro và bạn của cô ấy tại trại huấn luyện judo.Ch. 118
Orihara (折原)
Lồng tiếng bởi: Maeda Kaori
Một judoka cấp độ Olympic, cô là bạn tập của Nagatoro ở võ đường và là bạn của Senpai. Khi cả hai còn nhỏ, cô và Nagatoro luyện tập judo cùng với nhau, khả năng bẩm sinh của Nagatoro giúp cô luôn giành chiến thắng trước Orihara, nhưng sau đó cô không ngừng chăm chỉ luyện tập và trở nên mạnh hơn theo thời gian, Nagatoro không còn hứng thú với nó và từ bỏ sau khi bị áp đảo trong một trận đấu.Ch. 79 Cô dường như không biết mối quan hệ căng thẳng giữa mình với Nagatoro, đối xử cô ấy một cách thân thiện và nhiệt tình. Từ khi Nagatoro quay lại tập luyện judo, cô trở nên thân thiện hơn và ủng hộ/trêu chọc mối quan hệ giữa cô ấy với Senpai cùng với Gamo.Ch. 84
Sunomiya Hana (須ノ宮 花)
Lồng tiếng bởi: Suzushiro Sayumi
Một học sinh năm nhất tham gia Câu lạc bộ Nghệ thuật khi học kỳ mới bắt đầu. Cô là em họ của Chủ tịch Câu lạc bộ và từng chung Câu lạc bộ Nghệ thuật với Senpai ở trường trung học.Ch. 83 Cô ủng hộ mối quan hệ của Senpai với Nagatoro, mặc dù vậy Nagatoro nghi ngờ cô và sợ rằng Senpai sẽ có cảm tình với Hana.Ch. 84 Tên của cô không được đề cập cho tới tập 11 khi nó nằm trong bản phác thảo các nhân vật giữa các chươngVol. 11 và được đề cập trong một chương bổ sung ở chương 88.Ch. 88

## Truyền thông

### Truyện tranh mạng
Nanashi bắt đầu đăng các nguyên mẫu ban đầu, trong đó bao gồm trò chơi điện tử, của Ijiranaide, Nagatoro-san trên pixiv từ giữa tháng 8 năm đến tháng 12 năm 2015. Có tổng cộng năm số được phát hành trong giai đoạn này.

### Manga
Ijiranaide, Nagatoro-san được đăng dài kỳ trên tạp chí Magazine Pocket, xuất bản bởi Kodansha từ ngày 1 tháng 11 năm 2017. Tập đầu tiên manga được phát hành dưới dạng bản in thông qua nhà xuất bản Shōnen Magazine Comics của Kodansha và bản kỹ thuật số vào ngày 9 tháng 3 năm 2018. Tập thứ hai được phát hành vào ngày 8 tháng 6 năm 2018. Có tổng cộng hai mươi tập được phát hành tính tới tháng 8 năm 2024. Ngoài các phiên bản chính, còn có các phiên bản đặc biệt gồm nhiều tác phẩm của nhiều họa sĩ khác nhau. Một tuyển tập truyện tranh với các chương đặc biệt thực hiện bởi nhiều họa sĩ khác nhau được phát hành vào ngày 24 tháng 4 năm 2021.
Vào ngày 3 tháng 6 năm 2024, Nanashi, tác giả của bộ manga, thông báo rằng bộ truyện sẽ kết thúc tại chương thứ 154.

#### Danh sách tập truyện
| 1. Senpai tte chotto... (センパイって，ちょっと... Senpai tte chotto...) 2. Senpai kansatsu suru no tanoshi ̄ shi ♪ (センパイ観察するの楽しーし Senpai kansatsu suru no tanoshi ̄ shi ♪) 3. Senpai tte okoranai ndesu ka? (センパイって怒らないんですか？ Senpai tte okoranai ndesu ka?) 4. Senpai no ganbō ga kanaimashita ne!! (センパイの願望が叶いましたね！！ Senpai no ganbō ga kanaimashita ne!!) 5. Senpai, ha migaite kite kudasai (センパイ，歯，磨いてきて下さい Senpai, ha migaite kite kudasai) 6. Chissu, senpai! (ちっす，センパイっ！ Chissu, senpai!) 7. Senpai. Awa, nokottemasu yo. (センパイ，泡，残ってますよー Senpai. Awa, nokottemasu yo.) 8. Senpai wa, mō chotto.... (センパイは，もうちょっと... Senpai wa, mō chotto....) - Bonus 1: Senpai ni choko o ageru hito ga...? (センパイにチョコをあげる人が...？ Senpai ni choko o ageru hito ga...?) - Bonus 2: Senpai ni yogosa re chau ~♡ (センパイに汚されちゃう～♡ Senpai ni yogosa re chau ~♡) |

| 1. Senpai, choro sugiru ~♡ (センパイ､ちょろ過ぎる～♡ Senpai, choro sugiru ~♡) 2. Hora senpai! Tsukkomitsukkomi! (ほらセンパイ!ツッコミツッコミ! Hora senpai! Tsukkomitsukkomi!) 3. Senpāi, kotchi kotchi ~ (センパーイ､こっちこっち? Senpāi, kotchi kotchi ~) 4. Senpāi Gēmu shimashou! (センパーイ､ゲームしましょう! Senpāi Gēmu shimashou!) - Side story: Nanigoto mo jissen karadesu yo, senpai (何事も実践からですよ､センパイ Nanigoto mo jissen karadesu yo, senpai) 1. Senpai bibitteru ~u ｰ (センパイびびってるぅー Senpai bibitteru ~u ｰ) 2. Iya, kore senpai no edesho (いや､これセンパイの絵でしょ Iya, kore senpai no edesho) - Side story 2: (センパイ､準備出来ましたよ) - Side story 3: (じゃーねー､セ・ン・パ・イ?) - Bonus 1: Senpai,-te, mō chotto sagete (センパイ､手､もうちょっと下げてー Senpai,-te, mō chotto sagete) - Bonus 2: Senpai tte binkan-so~♡ (センパイって敏感そ~♡ Senpai tte binkan-so~♡) |

| 1. Senpai, ude hosso!! (センパイ，腕ほっそ！！ Senpai, ude hosso!!) 2. Senpai no mokomoko (センパイのもこもこ Senpai no mokomoko) 3. Ne~e, senpai (ねぇ，センパイ Ne~e, senpai) 4. Mata yarimashou ne, senpai (またやりましょうね，センパイっ Mata yarimashou ne, senpai) 5. Senpai, Kimo ~♡ (センパイ，キモ～♡ Senpai, Kimo ~♡) 6. Azassu, senpai... (あざっす，センパイ... Azassu, senpai...) 7. Senpai, Gochi ssu!! (センパイ，ゴチっス！！ Senpai, Gochi ssu!!) 8. Senpai! Umi, ikimasho!! (センパイ！海，行きましょー！！ Senpai! Umi, ikimasho!!) 9. Nutte agemasu yo ♡ senpai (塗ってあげますよ♡センパイ Nutte agemasu yo ♡ senpai) - Bonus 1: Dossu ka senpai! ! Kono koshi tsukai!! (どっスかセンパイ！！この腰使い！！ Dossu ka senpai! ! Kono koshi tsukai!!) - Bonus 2: Senpai no yaruki o... ōen shi chaimasu yo (センパイのやる気を...応援しちゃいますよ Senpai no yaruki o... ōen shi chaimasu yo) |

| 1. Senpai, omatsuri ikimasen ka? (センパイ，お祭り行きませんか？ Senpai, omatsuri ikimasen ka?) 2. Senpai, ashi hipparanaide kudasai yo~ (センパイ，足引っ張らないで下さいよー Senpai, ashi hipparanaide kudasai yo~) 3. Dēto mitaissu ne, senpai♡ (デートみたいっすね，センパイ♡ Dēto mitaissu ne, senpai♡) - Bonus 1: Sossu ne, senpai (そっスね，センパイ Sossu ne, senpai) 1. Kaerimashou, senpai (帰りましょう，センパイ Kaerimashou, senpai) 2. Paisen jitto shi tero yo! (パイセンじっとしてろよ！ Paisen jitto shi tero yo!) 3. Jan ken shimashou, senpai!! (じゃんけんしましょう，センパイ！！ Jan ken shimashou, senpai!!) 4. Mitemashita yo, senpai... (見てましたよ，センパイ... Mitemashita yo, senpai...) - Bonus 2: Senpai tte karada, kata-so ̄desu yo nee (センパイって体，硬そーですよねぇ Senpai tte karada, kata-so ̄desu yo nee) - Extra: Senpai, majikimo~ (センパイ，マジキモ～ Senpai, majikimo~) - Side story 1: Senpai Sutandappu!! 1 (センパイスタンダップ！！ １ Senpai Sutandappu!! 1) - Side story 2: Senpai Sutandappu!! 2 (センパイスタンダップ！！ ２ Senpai Sutandappu!! 2) |

| 1. Bōkenshin tte mono ga senpai ni tarinai toko nandesu yo (冒険心ってものがセンパイに足りないとこなんですよ Bōkenshin tte mono ga senpai ni tarinai toko nandesu yo) 2. Senpai wa muttsuridashi!! (センパイはムッツリだし！！ Senpai wa muttsuridashi!!) 3. Senpai, bentō nandesu ka? (センパイ，弁当なんですか？ Senpai, bentō nandesu ka?) 4. Kimokimosenpai ga matomo ni dēto dekiru wakenaissho‼ (キモキモセンパイがまともにデート出来るわけ無いっしょ！！ Kimokimosenpai ga matomo ni dēto dekiru wakenaissho‼) - Side story: Igaito tanoshī kamo shire naissu ne, moto senpai♡ (意外と楽しいかもしれないっスね，元センパイ♡ Igaito tanoshī kamo shire naissu ne, moto senpai♡) 1. Uchi-ra ga paisen no senpai ni naru tte kotoda yo nā? (うちらがパイセンのセンパイになるって事だよなぁ？ Uchi-ra ga paisen no senpai ni naru tte kotoda yo nā?) 2. Senpai ga sa seta ndaro... (センパイがさせたんだろ... Senpai ga sa seta ndaro...) 3. Senpai ga tōi me shi teru (センパイが遠い目してる Senpai ga tōi me shi teru) 4. Yatte yarimasu yo, senpai!! (やってやりますよ，センパイ！！ Yatte yarimasu yo, senpai!!) - Bonus: Senpai, kao makka ssu yo ~? (センパイ，顔真っ赤っスよ～？ Senpai, kao makka ssu yo ~?) |

| 1. Senpai wa dō omotten su ka? (センパイはどう思ってんスか？ Senpai wa dō omotten su ka?) 2. Sunao ja nai ndakara ̄ , senpai wa~♡ (素直じゃないんだからー、センパイはー♡ Sunao ja nai ndakara ̄ , senpai wa~♡) 3. Daddaijōbu ssu ka senpai ~? (だっ大丈夫っすスか センパイー Daddaijōbu ssu ka senpai ~?) 4. Senpai wa shōbu o amaku mitemasu ne? (センパイは勝負を甘く見てますね Senpai wa shōbu o amaku mitemasu ne?) 5. Senpai wa yoi shōbu dekimasu yo!! ( センパイはいい勝負出来ますよ！！ Senpai wa yoi shōbu dekimasu yo!!) 6. Torokyatto name tenja nē (トロキャットなめてんじゃねぇ Torokyatto name tenja nē) 7. Hi mote hagu-funa senpai ni mo tsuini haru ga tōrai ssu ka ~!? (非モテはぐフナセンパイにもついに春が到来っスかー！？ Hi mote hagu-funa senpai ni mo tsuini haru ga tōrai ssu ka ~!?) 8. Ai toka iwa re chattemasu yo ~o senpāi? (愛とか言われちゃってますよぉセンパーイ？ Ai toka iwa re chattemasu yo ~o senpāi?) - Bonus 1: Sēnpai♡ ko ̄ n'na pōzu toka dossu ka~? (セーンパイ♡ こーんなポーズとかどっスかー？ Sēnpai♡ ko ̄ n'na pōzu toka dossu ka~?) - Bonus 2: Daijōbu ssu ka, senpai!! (おまけ２ 大丈夫っスか、センパイ！！ Daijōbu ssu ka, senpai!!) |

| 1. Senpai to watashi no naka nansuka-ra~ (センパイと私の仲なんスからー Senpai to watashi no naka nansuka-ra~) 2. Senpai ga shuyaku ssu! (センパイが主役っス! Senpai ga shuyaku ssu!) 3. Senpai no osasoi ssu ka!? (センパイのお誘いっスか！？ Senpai no osasoi ssu ka!?) 4. Tetori ashitori oshiete kudasai ne senpai♡ (手取り足取り教えて下さいね センパイ♡ Tetori ashitori oshiete kudasai ne senpai♡) 5. Uchi no senpai ni nanika...? (ウチのセンパイに何か...？ Uchi no senpai ni nanika...?) 6. Senpai no shōrai o riaru ni yosō shita kekka ssu yo? (センパイの将来をリアルに予想した結果っスよ？ Senpai no shōrai o riaru ni yosō shita kekka ssu yo?) 7. Senpai hayaku haka sete kudasai yo～♡ (センパイっ早くはかせて下さいよ～♡ Senpai hayaku haka sete kudasai yo～♡) - Bonus: Suketchi shōbu ssu yo senpai (スケッチ勝負っスよ センパイ Suketchi shōbu ssu yo senpai) |

| 1. Senpai, shōjo manga nante yomu n su ne~ (センパイ、少女マンガなんて読むんスね Senpai, shōjo manga nante yomu n su ne~) 2. Jā senpai no... namecha okkana ~♡ (じゃあセンパイの...舐めちゃおっかな～♡ Jā senpai no... namecha okkana ~♡) 3. Senpai? Do ̄ shita n su ka...? (センパイ？ どーしたんスか...？ Senpai? Do ̄ shita n su ka...?) 4. Iu ja ne ̄ ka paisen no wari ni yo ̄ ‼ (言うじゃねーか パイセンの割によー！！ Iu ja ne ̄ ka paisen no wari ni yo ̄ ‼) 5. Senpai... sakki no... kiitemashita...? (センパイ...さっきの...聞いてました...？ Senpai... sakki no... kiitemashita...?) 6. Agatte tte kure tamae yo senpai-kun? (上がってってくれたまえよ センパイ君？ Agatte tte kure tamae yo senpai-kun?) 7. Senpai sono... aza ssu... omimai (センパイ その...あざっス...お見舞い Senpai sono... aza ssu... omimai) 8. Senpai... ane to nani hanashi teta n su ka...? (センパイ...姉と何 話してたんスか...？ Senpai... ane to nani hanashi teta n su ka...?) 9. Senpai... shiritai nda... watashi no namae!! (センパイ...知りたいんだ...私の名前！！ Senpai... shiritai nda... watashi no namae!!) - Bonus: Senpai suki ssu ne ̄ ko ̄ yu ̄ no (センパイ好きっスねー こーゆーの Senpai suki ssu ne ̄ ko ̄ yu ̄ no) |

| 1. Ohaza~su senpai! (おはざーす センパイ Ohaza~su senpai!) 2. Koko ga senpai no heya ssu ka (ここがセンパイの部屋っスかー Koko ga senpai no heya ssu ka) 3. Orusuban shitete kudasai ne ̄ sēnpai ♡ (お留守番しててくださいねー セーンパイ♡ Orusuban shitete kudasai ne ̄ sēnpai ♡) 4. Kono senpai no kuse ni (このっ センパイのくせにっ Kono senpai no kuse ni) 5. Senpai ni wa oshiete agena ̄ i ♡ (センパイには教えてあげなーい♡ Senpai ni wa oshiete agena ̄ i ♡) 6. Iya ̄gochi ssu senpai! (いやーゴチっス センパイ！ Iya ̄gochi ssu senpai!) 7. Senpai kuribotchi ja naissuka~♡ (センパイ クリボッチじゃないっスか～♡ Senpai kuribotchi ja naissuka~♡) 8. Ja ̄ watashi kara senpai ni mo... (じゃー私からセンパイにも... Ja ̄ watashi kara senpai ni mo...) - Bonus: Otoko inai gumi ikari no tetsukara (男いない組 怒りの徹カラ Otoko inai gumi ikari no tetsukara) - Bonus: Kurisumasu Purezento (クリスマスプレゼント Kurisumasu Purezento) - Bonus: Shiroi on'na no rei (白い女の霊 Shiroi on'na no rei) |

| 1. Sa~a senpai no kotoshi no unsei wa ~? (さあセンパイの今年の運勢は～？ Sa~a senpai no kotoshi no unsei wa ~?) 2. Senpai wa kekkyoku nani onegai shita n su ka? (センパイは結局 何お願いしたんスか？ Senpai wa kekkyoku nani onegai shita n su ka?) 3. Senpai kontakuto suru n su neー!! (センパイ コンタクトするんすねー！！ Senpai kontakuto suru n su neー!!) 4. Senpai no suberi tte yappa son'na kanjina n su ne (センパイの滑りってやっぱそんな感じなんスね Senpai no suberi tte yappa son'na kanjina n su ne) 5. Nakanaka i ̄ kanjideshita yo senpai♡ (なかなかいー感じでしたよ センパイ♡ Nakanaka i ̄ kanjideshita yo senpai♡) 6. Paisen-sa cho ̄ tto karada kitaete minē? (パイセンさ ちょーっと体鍛えてみねぇ？ Paisen-sa cho ̄ tto karada kitaete minē?) 7. Senpai ko ̄ yu ̄ no zettai kyōmina issho!! (センパイこーゆーの絶対興味ないっしょ！！ Senpai ko ̄ yu ̄ no zettai kyōmina issho!!) 8. Senpai metcha bibitteta ~! (センパイ めっちゃビビってた～！ Senpai metcha bibitteta ~!) - Bonus: Bucho~-san ga paisen mantsūman de shigoi teru tte sa~ (ぶちょ～さんがパイセン マンツーマンでしごいてるってさ～ Bucho~-san ga paisen mantsūman de shigoi teru tte sa~) |

| 1. Senpai ga isshō demo dekitara... ne (なんスか センパイ Senpai ga isshō demo dekitara... ne) 2. Senpai to osoroi towa~ (センパイが一勝でもできたら...ね Senpai to osoroi towa~) 3. Sā! Dō nansuka! Senpai! (センパイとお揃いとは～ Sā! Dō nansuka! Senpai!) 4. Hachiōji senpai ni wa taihen osewaninarimashita (さあ！どうなんスか！センパイっ！ Hachiōji senpai ni wa taihen osewaninarimashita) 5. Senpai wa deatte shimatta nodesu ne (八王子先輩には大変お世話になりました Senpai wa deatte shimatta nodesu ne) 6. Senpai wa watashi ga inakute sabishiku naissuka...? (先輩は出会ってしまったのですね Senpai wa watashi ga inakute sabishiku naissuka...?) 7. Senpāi issho ni ikimashou yo ̄ ‼ (センパイは私がいなくて寂しくないっスか...？ Senpāi issho ni ikimashou yo ̄ ‼) 8. Massāji shite kudasai yo senpai♡ (センパーイ一緒に行きましょうよー‼♡ Massāji shite kudasai yo senpai♡) - Bonus: Massāji shite kudasai yo senpai♡ (マッサージして下さいよ センパイ♡ Massāji shite kudasai yo senpai♡) |

| 1. Chīsu senpai! (チース センパイっ Chīsu senpai!) 2. Senpai no Dēto no renshū ssukara ne!? (センパイのデートの練習っスからね!? Senpai no Dēto no renshū ssukara ne!?) 3. Kyō no senpai no tensū happyō desu!! (今日のセンパイの点数発表ですっ!! Kyō no senpai no tensū happyō desu!!) 4. Jā... honban ni fusawashī koto shi chaimasu? (じゃあ...本番にふさわしいことしちゃいます？ Jā... honban ni fusawashī koto shi chaimasu?) 5. (どっスかセンパイ？食べたいっスか～？, Dossu ka senpai? Tabeta issu ka ~?) 6. Yappari senpai bikkuri sa setaishi... (やっぱりセンパイびっくりさせたいし... Yappari senpai bikkuri sa setaishi...) 7. Senpai... ukarete imasu ne? (先輩...浮かれていますね？ Senpai... ukarete imasu ne?) 8. A senpai koitsu wa... (あ センパイ こいつは... A senpai koitsu wa...) - Bonus: A!! Borukēno...!! (あっ!! ボルケーノ...!! A!! Borukēno...!!) - Bonus: Torikku & Torītossu ♡ (トリック&トリートっス♡ Torikku & Torītossu ♡) |

| 1. Nagatoro... ganbareyo...!! (長瀞...頑張れよ...!! Nagatoro... ganbareyo...!!) 2. Watashi no senpai ni nanika...? (私のセンパイに何か...？ Watashi no senpai ni nanika...?) 3. Senpai ga kyodo tteru no maru wakari ssu♡ (センパイがキョドってるの丸わかりっス♡ Senpai ga kyodo tteru no maru wakari ssu♡) 4. Senpai wa dōna no? (先輩はどうなの？ Senpai wa dōna no?) 5. Senpai... o shiri to oppai tan'nō dekite manzoku ssu ka...? (センパイ...お尻とおっぱい堪能できて満足っスか...？ Senpai... o shiri to oppai tan'nō dekite manzoku ssu ka...?) 6. Moshi senpai to gakunen ga isshodattara (もしセンパイと学年が一緒だったら Moshi senpai to gakunen ga isshodattara) 7. Senpai no baka!! (センパイのバカ!! Senpai no baka!!) 8. Senpai ga dōshitemo tte iunara~ (センパイがどーしてもって言うなら～ Senpai ga dōshitemo tte iunara~) - 99.5: Jā tsugi wa watashi no ban ssu ne (じゃあ次は私の番っスね Jā tsugi wa watashi no ban ssu ne) |

| 1. Nan bō tto shite n su ka! Senpai! (何ボーっとしてんスか！センパイっ！ Nan bō tto shite n su ka! Senpai!) 2. Dōna nda yo! ? Paisen to wa yo (どうなんだよ!? パイセンとはよー Dōna nda yo! ? Paisen to wa yo) 3. Tsukiatte moraimasu yo senpai! (付き合ってもらいますよーセンパイ！ Tsukiatte moraimasu yo senpai!) 4. Sā senpai! Junbi wa issu ka!? (さあセンパイ！準備はいっスか！？ Sā senpai! Junbi wa issu ka!?) 5. Ore wa ore wa...!! (俺は 俺は...!! Ore wa ore wa...!!) 6. Senpai!! Senpai! (センパイ!!センパイっ!! Senpai!! Senpai!) 7. Nani guzuguzu shite n su ka senpai!! (何グズグズしてんスか センパイッ!! Nani guzuguzu shite n su ka senpai!!) - Extra: Oppai no ōkisa shōbu~!! (おっぱいの大きさ勝負～!! Oppai no ōkisa shōbu~!!) |

| 1. Senpai to Nagatoro senpai wa dōna ndesu ka...? (先輩と長瀞先輩はどうなんですか...？ Senpai to Nagatoro senpai wa dōna ndesu ka...?) 2. Senpai no sōdan ni notte agete... kudasai!! (センパイの相談に乗ってあげて...下さい!! Senpai no sōdan ni notte agete... kudasai!!) 3. Senpai wa dotchi kakitai n su ka? (センパイはどっち描きたいんスか？ Senpai wa dotchi kakitai n su ka?) 4. Yoroshiku onegaishimasu ne senpai ♡ (よろしくお願いしますね センパイ♡ Yoroshiku onegaishimasu ne senpai ♡) 5. Yoroshiku onegaishimasu senpai ♡ (よろしくお願いします センパイ♡ Yoroshiku onegaishimasu senpai ♡) 6. Watashi ni chū shite hoshī n su yo ne senpai wa♡ (私にチューして欲しいんスよね センパイは♡ Watashi ni chū shite hoshī n su yo ne senpai wa♡) 7. Hissatsu!! Senpai goroshi ~!! (必殺!!センパイ殺し～!! Hissatsu!! Senpai goroshi ~!!) - Extra: Sukoshi... Nuide yote kurenai ka...? (少し... 脱いでよてくれないか...? Sukoshi... Nuide yote kurenai ka...?) |

| 1. Senpai no toko mo kyōka gasshuku ssu ka) (センパイのとこも強化合宿っスか Senpai no toko mo kyōka gasshuku ssu ka)) 2. Senpai! ? To usagi-domo... (センパイ!?とウサギ共... Senpai! ? To usagi-domo...) 3. Da yo ne ~ senpai-kun? (だよね～センパイ君？ Da yo ne ~ senpai-kun?) 4. Hayatchito mo issho ni hairitakatta~ (ハヤっちとも一緒に入りたかった~ Hayatchito mo issho ni hairitakatta~) 5. Senpai ga naite tanomu kara♡ (センパイが泣いて頼むからっ♡ Senpai ga naite tanomu kara♡) 6. Senpai no kuse ni... namaiki ssu yo... (センパイのくせに...生意気っスよ... Senpai no kuse ni... namaiki ssu yo...) 7. ...... Ne senpai... (......ね センパイ... ...... Ne senpai...) 8. Senpai kono shōbu ukete tachimasu yo!! (センパイ この勝負受けて立ちますよ!! Senpai kono shōbu ukete tachimasu yo!!) - Extra: Kokoro to karada o tokihanate (心と身体を解き放て Kokoro to karada o tokihanate) |

| 1. Yappa Senpai wa Ihyō o Tsuite Kimasu ne (やっぱセンパイは意表をついてきますね Yappa Senpai wa Ihyō o Tsuite Kimasu ne) 2. Senpai Ima Koso Gekiryū o Kudaru Toki ssu yo! (センパイ今こそ激流を下る時っスよ！ Senpai Ima Koso Gekiryū o Kudaru Toki ssu yo!) 3. Senpai... Kyō wa... Tokubetsu ssu yo (センパイ...今日は...特別っスよ Senpai... Kyō wa... Tokubetsu ssu yo) 4. Osewa ni Nattemasu Uchi no Senpai ga...!! (お世話になってます ウチのセンパイが...!! Osewa ni Nattemasu Uchi no Senpai ga...!!) 5. Senpai Datte Ganbatte ndashi (センパイだって頑張ってんだし Senpai Datte Ganbatte ndashi) 6. Senpai ga Kotchi de Don'na Kanji ka... (センパイがこっちでどんな感じか... Senpai ga Kotchi de Don'na Kanji ka...) 7. Senpai Matte!! (センパイ待ってー!! Senpai Matte!!) |

| 1. Ne Senpai... Konaida no Hanashina n su Kedo... (ねぇ センパイ...こないだの話なんスけど... Ne Senpai... Konaida no Hanashina n su Kedo...) 2. Wakattassu yo Senpai no Iitai Koto... (わかったっスよ センパイの言いたいこと... Wakattassu yo Senpai no Iitai Koto...) 3. Senpāi! Do Dōdeshita!? (センパーイ！ ど どうでした!? Senpāi! Do Dōdeshita!?) 4. Mune o Hare Hachiōji!! (胸を張れ 八王子!! Mune o Hare Hachiōji!!) 5. Gamo-chan Ike~tsu!! (ガモちゃん いけーっ!! Gamo-chan Ike~tsu!!) 6. Ato wa Tanonda ze Paisen (後は頼んだぜ パイセン Ato wa Tanonda ze Paisen) 7. Ma~a Senpai ppoi Sukedo (まぁセンパイっぽいスけど Ma~a Senpai ppoi Sukedo) |

| 1. Senpai no naka ni hōshutsu shita n su! (センパイの中に放出したんス！ Senpai no naka ni hōshutsu shita n su!) 2. Watashi wa senpai to deatta (私はセンパイと出会った Watashi wa senpai to deatta) 3. Watashi to senpai no tame ni tatakau!! (私とセンパイのために戦う!! Watashi to senpai no tame ni tatakau!!) 4. Senpai~tsu! ! Cho... cho... cho... (センパイっ!! ちょ...ちょ...ちょ... Senpai~tsu! ! Cho... cho... cho...) 5. Hora nani ka itte kudasai yo senpai (ほら何か言って下さいよ センパイ Hora nani ka itte kudasai yo senpai) 6. Senpai no... senpai no kuse ni... (センパイの...センパイのくせに... Senpai no... senpai no kuse ni...) 7. Demo senpai koibito dōshi tte... (でもセンパイ 恋人同士って... Demo senpai koibito dōshi tte...) |

| 1. Senpai no dekata-machi… to iu ka… (センパイの出方待ち…というか… Senpai no dekata-machi… to iu ka…) 2. Senpai! Bukatsu owattara jikan arimasu ka!? (センパイ！ 部活終わったら時間ありますか!? Senpai! Bukatsu owattara jikan arimasu ka!?) 3. Watashi to senpai wa… tanin…? (私とセンパイは…他人…？ Watashi to senpai wa… tanin…?) 4. Senpai chotto koe uwazuttemasen ka…? (センパイちょっと声上ずってませんか…？ Senpai chotto koe uwazuttemasen ka…?) 5. Itsumodōri senpai kimo kimo de-sa (いつも通りセンパイキモキモでさー Itsumodōri senpai kimo kimo de-sa) 6. Senpai~tsu!! Ganbare ~tsu!! Senpai~tsu!! (センパイッ!! 頑張れっ!! センパイッ!! Senpai~tsu!! Ganbare ~tsu!! Senpai~tsu!!) 7. Watashi no senpai~tsu… (私のセンパイッ… Watashi no senpai~tsu…) 8. Senpai no yume wa nandesu ka? (センパイの夢はなんですか？ Senpai no yume wa nandesu ka?) 9. Senpai!! Nagatoro!! (センパイっ!! 長瀞っ!! Senpai!! Nagatoro!!) |

### Anime
Một bộ chuyển thể anime truyền hình được công bố vào ngày 2 tháng 7 năm 2020. Bộ anime được đạo diễn vởi Hanai  Hirokazu tại Telecom Animation Film cùng với Kishimoto Taku giám sát kịch bản, Suzuki thiết kế nhân vật và Gin soạn nhạc. Bộ phim lên sóng từ ngày 11 tháng 4 đến ngày 27  tháng 6 năm 2021 trên Tokyo MX và một số kênh khác. Crunchyroll cấp phép series bên ngoài khu vực Đông Nam Á. Medialink cấp phép anime tại khu vực Đông Nam Á và phát trực tiếp trên nền tảng iQIYI, Amazon Prime Video, và kênh YouTube Ani-One Asia. Uesaka Sumire thể hiện bài hát mở đầu "Easy Love", ngoài ra Sumira cùng với Komatsu Mikako, Suzuki Aina và Izawa Shiori thể hiện bài hát kết thúc "Colorful Canvas" (カラフル・キャンバス "Karafuru Kyanbasu"). Bộ anime gồm 12 tập.
Mùa thứ hai được thông báo trong sư kiện ngày 23 tháng 10 năm 2021. Với tiêu đề Ijiranaide, Nagatoro-san 2nd Attack, bộ anime mùa này được đạo diễn bởi Ushiro Shinji và sản xuất bởi OLM, thay thế Hirokazu và Telecom Animation Film. Các nhân viên chính còn lại tiếp tục công việc của mình từ mùa trước. Bộ anime lên sóng từ ngày 8 tháng 1 đến ngày 26 tháng 3 năm 2023 với Abema phát trực tuyến mỗi tập một tuần trước phát sóng truyền hình. Sumira thể hiện bài hát mở đầu "Love Crazy", ngoài ra cô cùng với Mikako, Aina và Shiori thể hiện bài hát kết thúc "My Sadistic Adolescence".

### Danh sách tập phim

#### Mùa 1
| Câu truyện | Tập | Tiêu đề | Đạo diễn                        | Biên kịch      | Ngày phát hành gốc  |
| ---------- | --- | --- | ------------------------------- | -------------- | ------------------- |
| 1          | 1   | "Senpai, anh hơi..." Chuyển ngữ: "Senpaitte, Chotto..." (tiếng Nhật: センパイって、ちょっと...)"Senpai, anh không giận đấy chứ?" Chuyển ngữ: "Senpaitte Okoranain Desu ka?" (tiếng Nhật: センパイって怒らないんですか？) | Matsumura Juria                 | Kishimoto Taku | 11 tháng 4 năm 2021 |
| 2          | 2   | "Nguyện vọng của Senpai thành sự thật rồi!!" Chuyển ngữ: "Senpai no Ganbō ga Kanaimashita ne!!" (tiếng Nhật: センパイの願望が叶いましたね！！)"Xin chào Senpai" Chuyển ngữ: "Chissu, Senpai!" (tiếng Nhật: ちっす、センパイっ！) | Hanai Hirokazu                  | Kishimoto Taku | 18 tháng 4 năm 2021 |
| 3          | 3   | "Senpai, phải chơi cùng đó nha" Chuyển ngữ: "Mata Yarimashō ne, Senpai" (tiếng Nhật: またやりましょうね、センパイっ)"Senpai, bên này, bên này" Chuyển ngữ: "Senpāi, Kotchi Kotchi〜" (tiếng Nhật: センパーイ、こっちこっち〜) | Tsuchiya Yasuo                  | Kishimoto Taku | 25 tháng 4 năm 2021 |
| 4          | 4   | "Mặt Senpai đỏ quá nè" Chuyển ngữ: "Senpai, Kao Makkassu yo～?" (tiếng Nhật: センパイ、顔真っ赤っスよ～？)"Chẳng lẽ Senpai lại muốn..." Chuyển ngữ: "Senpai wa, Mō Chotto......" (tiếng Nhật: センパイは、もうちょっと......) | Imaizumi RyūtaKumeda Yoshiyuki  | Kishimoto Taku | 2 tháng 5 năm 2021  |
| 5          | 5   | "Senpai tóc bồng bềnh" Chuyển ngữ: "Senpai no Mokomoko" (tiếng Nhật: センパイのもこもこ)"Senpai, cảm ơn đã tiếp đãi" Chuyển ngữ: "Senpai, Gochissu!!" (tiếng Nhật: センパイ、ゴチっス！！) | Suzuki YūmaToyama Sō            | Kishimoto Taku | 9 tháng 5 năm 2021  |
| 6          | 6   | "Senpai, anh kém quá đó" Chuyển ngữ: "Senpai, Choro Sugiru～♡" (tiếng Nhật: センパイ、ちょろ過ぎる～♡)"Senpai, chúng ta đi biển đi" Chuyển ngữ: "Senpai! Umi, Ikimashō!" (tiếng Nhật: センパイ！海、行きましょうー！) | Suzuki Kaoru                    | Kishimoto Taku | 16 tháng 5 năm 2021 |
| 7          | 7   | "Senpai, có muốn đi lễ hội không?" Chuyển ngữ: "Senpai, Omatsuri Ikimasen ka?" (tiếng Nhật: センパイ、お祭り行きませんか？)"Giống như đang hẹn hò ấy, Senpai nhỉ" Chuyển ngữ: "Dēto Mitaissu ne, Senpai♡" (tiếng Nhật: デートみたいっすね、センパイ♡)"Chúng ta về thôi, Senpai" Chuyển ngữ: "Kaerimashō, Senpai" (tiếng Nhật: 帰りましょう、センパイ)         | Takabayashi Hisaya              | Kishimoto Taku | 23 tháng 5 năm 2021 |
| 8          | 8   | "Thú vị hơn cả tưởng tượng đó, cựu tiền bối ạ" Chuyển ngữ: "Igai to Tanoshii ka mo Shirenaissu ne, Moto Senpai♡" (tiếng Nhật: 意外と楽しいかもしれないっスね、元センパイ♡)"Senpai, chơi kéo búa bao đi" Chuyển ngữ: "Janken Shimashō, Senpai!!" (tiếng Nhật: じゃんけんしましょう、センパイ！！)                                                              | Ezoe Hitomi                     | Kishimoto Taku | 30 tháng 5 năm 2021 |
| 9          | 9   | "Senpai là đồ nổi loạn ngầm!!" Chuyển ngữ: "Senpai wa Muttsuri Dashi!!" (tiếng Nhật: センパイはムッツリだし！！)"Senpai mắc ói sao có thể hẹn hò được chứ" Chuyển ngữ: "Kimokimo Senpai ga Matomo ni Dēto Dekiru Wakenaissho!!" (tiếng Nhật: キモキモセンパイがまともにデート出来るわけ無いっしょ！！)                                                        | Kumeda YoshiyukiKuroda Kōichirō | Kishimoto Taku | 6 tháng 6 năm 2021  |
| 10         | 10  | "Có vẻ cơ thể của Senpai rất cứng" Chuyển ngữ: "Senpaitte Karada, Kata Sō Desu yo nē" (tiếng Nhật: センパイって体、硬そーですよねぇ)"Senpai, hãy làm hết sức đi" Chuyển ngữ: "Yatte Yarimasu yo, Senpai!!" (tiếng Nhật: やってやりますよ、センパイ！！) | Nagaoka Yoshitaka               | Kishimoto Taku | 13 tháng 6 năm 2021 |
| 11         | 11  | "Senpai nghĩ thế nào?" Chuyển ngữ: "Senpai wa Dō Omottensu ka?" (tiếng Nhật: センパイはどう思ってんスか？)"Senpai không thẳng thắn thật đấy" Chuyển ngữ: "Sunao ja Nain da Karā, Senpai wā♡" (tiếng Nhật: 素直じゃないんだからー、センパイはー♡) | Suzuki Yūma                     | Kishimoto Taku | 20 tháng 6 năm 2021 |
| 12         | 12  | "Mùa xuân của Senpai gián biển tách bầy cuối cùng cũng tới rồi sao?" Chuyển ngữ: "Himote Hagu Funa Senpai ni mo Tsui ni Haru ga Tōraissu ka～?" (tiếng Nhật: 非モテはぐフナセンパイにもついに春が到来っスか～？)"Senpai được bảo là có tình yêu đấy" Chuyển ngữ: "Ai Toka Iwarechattemasu yoo Senpāi?" (tiếng Nhật: 愛とか言われちゃってますよぉセンパーイ？) | Hanai Hirokazu                  | Kishimoto Taku | 27 tháng 6 năm 2021 |

#### Mùa 2:2nd Attack
| Câu truyện | Tập | Tiêu đề | Đạo diễn         | Biên kịch      | Ngày phát hành gốc  |
| ---------- | --- | --- | ---------------- | -------------- | ------------------- |
| 13         | 1   | "Học trưởng và em đã là kiểu quan hệ đó rồi" Chuyển ngữ: "Senpai to Watashi no Nakanansu kara〜" (tiếng Nhật: センパイと私の仲なんスから～)                                          | Takahashi Yū     | Kishimoto Taku | 8 tháng 1 năm 2023  |
| 14         | 2   | "Lời mời của Senpai ư?" Chuyển ngữ: "Senpai no Osasoi Suka!?" (tiếng Nhật: センパイのお誘いっスか！？)                                                                               | Fujita Kentarō   | Kishimoto Taku | 15 tháng 1 năm 2023 |
| 15         | 3   | "Senpai, ban nãy anh... Có nghe thấy không?" Chuyển ngữ: "Senpai... Sakki no... Kiitemashita...?" (tiếng Nhật: センパイ... さっきの... 聞いてました...?)                             | Fuse Yasuyuki    | Kishimoto Taku | 22 tháng 1 năm 2023 |
| 16         | 4   | "Tóm lại cứ vào trước đã, Senpai-kun" Chuyển ngữ: "Agattettekureta Maeyo, Senpai-kun♡" (tiếng Nhật: 上がってってくれたまえよ センパイ君♡)                                            | Shimazaki Nanako | Kishimoto Taku | 29 tháng 1 năm 2023 |
| 17         | 5   | "Đây chính là phòng của Senpai ư?" Chuyển ngữ: "Koko ga Senpai no Heya Sukaー" (tiếng Nhật: ここがセンパイの部屋っスかー)                                                            | Mano Akira       | Kishimoto Taku | 5 tháng 2 năm 2023  |
| 18         | 6   | "Vận may năm nay của Senpai như thế nào?" Chuyển ngữ: "Sā Senpai no Kotoshi no Unsei wa～？" (tiếng Nhật: さあセンパイの今年の運勢は～？)                                            | Mihashi Kazuya   | Kishimoto Taku | 12 tháng 2 năm 2023 |
| 19         | 7   | "Kỹ năng trượt tuyết của Senpai quả nhiên là như vậy mà" Chuyển ngữ: "Senpai no Suberi-tte Yappa Sonna Kanjinan Sune" (tiếng Nhật: センパイの滑りってやっぱそんな感じなんスね)       | Fuse Yasuyuki    | Kishimoto Taku | 19 tháng 2 năm 2023 |
| 20         | 8   | "Senpai có muốn thử rèn luyện thân thể một chút không?" Chuyển ngữ: "Paisen-sa Chotto Karada Kitaete mi Nē?" (tiếng Nhật: パイセンさ ちょーっと体鍛えてみねぇ？)                     | Mano Akira       | Kishimoto Taku | 26 tháng 2 năm 2023 |
| 21         | 9   | "Nếu Senpai có thể thắng... Một trận" Chuyển ngữ: "Senpai ga Isshō Demo Dekitara...ne" (tiếng Nhật: センパイが一勝でもできたら...ね)                                                 | Hamasaki Tōru    | Kishimoto Taku | 5 tháng 3 năm 2023  |
| 22         | 10  | "Đều nhờ Hachiouji Senpai quan tâm chăm sóc em" Chuyển ngữ: "Hachiōji-senpai ni wa Taihen Osewa ni Narimashita" (tiếng Nhật: 八王子先輩には大変お世話になりました)                   | Fuse Yasuyuki    | Kishimoto Taku | 12 tháng 3 năm 2023 |
| 23         | 11  | "Senpai không thấy cô đơn khi không có em bên cạnh sao?" Chuyển ngữ: "Senpai wa Watashi ga Inakute Sabishikunai suka...？" (tiếng Nhật: センパイは私がいなくて寂しくないっスか...？) | Mano Akira       | Kishimoto Taku | 19 tháng 3 năm 2023 |
| 24         | 12  | "Vậy... Muốn làm chuyện giống như hẹn hò chính thức sao?" Chuyển ngữ: "Jā...Honban ni Fusawashī Kotoshi Chaimasu?" (tiếng Nhật: じゃあ...本番にふさわしいことしちゃいます？)         | Takahashi Yū     | Kishimoto Taku | 26 tháng 3 năm 2023 |

### Web Radio
Bên cạnh mùa đầu tiên, một chương trình web radio tựa đề Uesaka Sumire×Suzuki Aina no TV Anime "Ijiranaide, Nagatoro-san" Radio ~Ijiraji!~ được dẫn bởi hai diễn viên đóng vai Nagatoro-san và Yoshi, được phát trên YouTube vào thứ 6 hàng tuần lúc 22:00 từ ngày 12 tháng 2 năm 2021. Bài hát chủ đề Bousou Aggression do những diễn viên lồng tiếng các nhân vật Yoshi, Nagatoro-san, Gamo-chan và Sakura trình bày. Suzuki Hiroaki chịu trách nhiệm phần sáng tác lời, soạn nhạc và biên khúc.
Ngoài ra, mùa thứ 2 cũng có một chương trình web radio là Uesaka Sumire×Suzuki Aina no TV Anime Ijiranaide, Nagatoro-san Rajio: Ijiraji! 2nd Attack được dẫn bởi 2 diễn viên lồng tiếng cho các nhân vật Nagatoro-san và Yoshi, phát trên YouTube từ 8 tháng 1, 2023. Bài hát chủ đề After School Easy Go, được trình bày bởi nhóm diễn viên lồng tiếng cho những nhân vật Yoshi, Nagatoro-san, Gamo-chan, Sakura. Phần soạn nhạc, sáng tác lời và biên khúc được thực hiện bởi Tsurusaki Kouichi.

## Âm nhạc

### Bài hát chủ đề
Chủ đề mở đầu là ca khúc âm nhạc được trình bày bởi Uesaka Sumire. Chủ đề Kết thúc là bài hát nhân vật do nhóm diễn viên lồng tiếng cho các nhân vật Nagatoro-san, Gamo-chan, Yoshi và Sakura trình bày.
「EASY LOVE」
Chủ đề mở đầu mùa đầu tiên là "Easy Love". Uesaka Sumire và Morizuki Kyasu phụ trách Sáng tác lời. Phần soạn nhạc bởi Maruyama Mayuko. Phần biên khúc được phụ trách bởi Hibino Hirofumi × Watanabe Tōru. Hãng thu âm là King Records.
「カラフル・キャンバス」
Chủ đề kết thúc mùa đầu tiên là "COLORFUL CANVAS". Sáng tác lời, soạn nhạc được phụ trách bởi Kaneko Mayumi. Kushita Mine phụ trách việc Biên khúc. King Records là Đơn vị thu âm.
Trong tập 6, sử dụng phiên bản nhạc cụ của Gin Biên khúc.
「LOVE CRAZY」
Chủ đề mở đầu mùa thứ 2 là "LOVE CRAZY". Sáng tác lời bởi Yoshida Takumi (saji). Soạn nhạc và Biên khúc bởi KoTa. Hãng thu âm là King Records.
「MY SADISTIC ADOLESCENCE♡」
Chủ đề kết thúc của mùa 2 là "MY SADISTIC ADOLESCENCE". Sáng tác lời bởi Kijibato và Cocoro. (Dream Monster). Sáng tác nhạc và Biên khúc do Kijibato (Dream Monster) thực hiện. Hãng thu âm là King Records.
「勇敢な君に」
Nhạc phim được lồng vào trong Tập 11 mùa 2 là "Yuukan na Kimi ni" của Uesaka Sumire. Sáng tác lời bởi Karasuya Sabou. Soạn nhạc và Biên khúc bởi Ajima Ryuto. Đơn vị thu âm là King Records.

### Soundtrack
| #  | Tựa đề gốc                       | Nghệ sĩ           | Thời lượng |
| -- | -------------------------------- | ----------------- | ---------- |
| 1  | 学校風景                         | Gin (BUSTED ROSE) | 01:08      |
| 2  | エピローグ                       | Gin (BUSTED ROSE) | 01:28      |
| 3  | 夕暮れ                           | Gin (BUSTED ROSE) | 02:13      |
| 4  | 何気ない会話                     | Gin (BUSTED ROSE) | 01:24      |
| 5  | 挨拶代わりのイジり               | Gin (BUSTED ROSE) | 01:14      |
| 6  | いつものイジり                   | Gin (BUSTED ROSE) | 01:19      |
| 7  | 屈託のない笑顔A                  | Gin (BUSTED ROSE) | 01:43      |
| 8  | マウント                         | Gin (BUSTED ROSE) | 01:13      |
| 9  | ジワジワとイジる                 | Gin (BUSTED ROSE) | 01:23      |
| 10 | ゲキ詰め                         | Gin (BUSTED ROSE) | 01:07      |
| 11 | 楽しいイジり                     | Gin (BUSTED ROSE) | 01:20      |
| 12 | ネチネチとしたイジり             | Gin (BUSTED ROSE) | 01:16      |
| 13 | 宣告                             | Gin (BUSTED ROSE) | 01:31      |
| 14 | からかう                         | Gin (BUSTED ROSE) | 01:16      |
| 15 | 愉悦                             | Gin (BUSTED ROSE) | 01:20      |
| 16 | ドタバタ                         | Gin (BUSTED ROSE) | 01:19      |
| 17 | 嫉妬A                            | Gin (BUSTED ROSE) | 01:11      |
| 18 | 嫉妬B                            | Gin (BUSTED ROSE) | 01:40      |
| 19 | またイジられた                   | Gin (BUSTED ROSE) | 01:12      |
| 20 | 悪夢                             | Gin (BUSTED ROSE) | 01:36      |
| 21 | グフフ                           | Gin (BUSTED ROSE) | 01:26      |
| 22 | 悲観                             | Gin (BUSTED ROSE) | 01:26      |
| 23 | 企み                             | Gin (BUSTED ROSE) | 01:25      |
| 24 | 狼狽                             | Gin (BUSTED ROSE) | 01:20      |
| 25 | トホホ                           | Gin (BUSTED ROSE) | 01:19      |
| 26 | 緊張感                           | Gin (BUSTED ROSE) | 01:18      |
| 27 | 高揚感                           | Gin (BUSTED ROSE) | 01:11      |
| 28 | アイキャッチA                    | Gin (BUSTED ROSE) | 00:08      |
| 29 | アイキャッチB                    | Gin (BUSTED ROSE) | 00:08      |
| 30 | サスペンス                       | Gin (BUSTED ROSE) | 01:24      |
| 31 | 切迫                             | Gin (BUSTED ROSE) | 01:26      |
| 32 | 屈託のない笑顔B                  | Gin (BUSTED ROSE) | 01:42      |
| 33 | ウブ                             | Gin (BUSTED ROSE) | 01:25      |
| 34 | 悪巧み                           | Gin (BUSTED ROSE) | 01:22      |
| 35 | 妄想                             | Gin (BUSTED ROSE) | 01:55      |
| 36 | 困惑                             | Gin (BUSTED ROSE) | 01:16      |
| 37 | コメディ                         | Gin (BUSTED ROSE) | 01:16      |
| 38 | テキパキA                        | Gin (BUSTED ROSE) | 01:07      |
| 39 | テキパキB                        | Gin (BUSTED ROSE) | 00:57      |
| 40 | バタバタ                         | Gin (BUSTED ROSE) | 01:28      |
| 41 | 迫り来る恐怖                     | Gin (BUSTED ROSE) | 01:25      |
| 42 | 睨み合い                         | Gin (BUSTED ROSE) | 01:16      |
| 43 | ドキドキの二人                   | Gin (BUSTED ROSE) | 01:11      |
| 44 | 熱意                             | Gin (BUSTED ROSE) | 01:41      |
| 45 | 落ち込み                         | Gin (BUSTED ROSE) | 01:29      |
| 46 | 暗い過去                         | Gin (BUSTED ROSE) | 01:14      |
| 47 | 会話のない二人                   | Gin (BUSTED ROSE) | 01:54      |
| 48 | 良い感じの二人                   | Gin (BUSTED ROSE) | 01:21      |
| 49 | 部長                             | Gin (BUSTED ROSE) | 01:33      |
| 50 | ファンタジー世界                 | Gin (BUSTED ROSE) | 01:25      |
| 51 | モンスターとの戦闘               | Gin (BUSTED ROSE) | 01:13      |
| 52 | RPG                              | Gin (BUSTED ROSE) | 01:24      |
| 53 | 魔王城                           | Gin (BUSTED ROSE) | 01:12      |
| 54 | 長瀞フレンズのイジり             | Gin (BUSTED ROSE) | 01:46      |
| 55 | EASY LOVE(piano ver.)            | Gin (BUSTED ROSE) | 01:42      |
| 56 | カラフル・キャンバス(piano ver.) | Gin (BUSTED ROSE) | 01:36      |
| 57 | カラフル・キャンバス(8bit ver.)  | Gin (BUSTED ROSE) | 01:31      |

| #  | Tựa đề gốc                           | Nghệ sĩ           | Thời lượng |
| -- | ------------------------------------ | ----------------- | ---------- |
| 1  | 何度でもイジられる                   | Gin (BUSTED ROSE) | 01:22      |
| 2  | いつものイジり                       | Gin (BUSTED ROSE) | 01:09      |
| 3  | 可愛いイジり                         | Gin (BUSTED ROSE) | 01:24      |
| 4  | 乙女チック                           | Gin (BUSTED ROSE) | 01:13      |
| 5  | 二人きりの美術室                     | Gin (BUSTED ROSE) | 01:19      |
| 6  | デート                               | Gin (BUSTED ROSE) | 01:15      |
| 7  | イージーリスニング                   | Gin (BUSTED ROSE) | 01:16      |
| 8  | 放課後                               | Gin (BUSTED ROSE) | 01:08      |
| 9  | 尾行                                 | Gin (BUSTED ROSE) | 01:10      |
| 10 | ドキドキA                            | Gin (BUSTED ROSE) | 01:19      |
| 11 | ドキドキB                            | Gin (BUSTED ROSE) | 01:26      |
| 12 | グイグイくる                         | Gin (BUSTED ROSE) | 01:25      |
| 13 | 悲しみ                               | Gin (BUSTED ROSE) | 01:47      |
| 14 | 決意                                 | Gin (BUSTED ROSE) | 02:22      |
| 15 | 特訓                                 | Gin (BUSTED ROSE) | 01:59      |
| 16 | 柔道大会                             | Gin (BUSTED ROSE) | 01:51      |
| 17 | 無表情                               | Gin (BUSTED ROSE) | 01:31      |
| 18 | イジられる長瀞さん                   | Gin (BUSTED ROSE) | 01:14      |
| 19 | 照れるセンパイ                       | Gin (BUSTED ROSE) | 01:10      |
| 20 | 慌てるセンパイ                       | Gin (BUSTED ROSE) | 01:05      |
| 21 | センパイの戦い                       | Gin (BUSTED ROSE) | 01:42      |
| 22 | 頑張るセンパイ                       | Gin (BUSTED ROSE) | 02:07      |
| 23 | 長瀞フレンズのからかい               | Gin (BUSTED ROSE) | 01:05      |
| 24 | 部長の存在感A                        | Gin (BUSTED ROSE) | 01:11      |
| 25 | 部長の存在感B                        | Gin (BUSTED ROSE) | 01:08      |
| 26 | 迫り来る部長                         | Gin (BUSTED ROSE) | 01:07      |
| 27 | 姉瀞                                 | Gin (BUSTED ROSE) | 01:09      |
| 28 | 上から姉瀞                           | Gin (BUSTED ROSE) | 01:12      |
| 29 | 折原                                 | Gin (BUSTED ROSE) | 01:34      |
| 30 | VS折原                               | Gin (BUSTED ROSE) | 01:38      |
| 31 | VS須ノ宮                             | Gin (BUSTED ROSE) | 01:11      |
| 32 | アイキャッチA                        | Gin (BUSTED ROSE) | 00:07      |
| 33 | アイキャッチB                        | Gin (BUSTED ROSE) | 00:08      |
| 34 | LOVE CRAZY(piano ver.)               | Gin (BUSTED ROSE) | 02:02      |
| 35 | MY SADISTIC ADOLESCENCE♡(piano ver.) | Gin (BUSTED ROSE) | 02:00      |

## Hợp tác
Chiến dịch hợp tác đặc biệt giữa anime truyền hình Ijiranaide, Nagatoro-san với Karatez được tổ chức từ ngày 14 tháng 2 đến ngày 12 tháng 3 năm 2023. Kế hoạch được thực hiện tại 2 cửa hàng của Karaoke no Tetsujin ở Tokyo. Đồ uống hợp tác lấy cảm hứng từ những nhân vật gồm Nagatoro-san, Senpai, Gamo-chan, Yoshi, Sakura và Buchou. Tổng cộng có 10 giấy lót ly được in hình khác nhau, những hình đều lấy từ các cảnh cắt trong phim. Ngoài ra, 12 kiểu huy hiệu và móc khóa acrylic cũng được bán trong trang mua sắm trực tuyến Animate.